# Каменский район (Ростовская область)
Ка́менский райо́н — административно-территориальная единица (район) и муниципальное образование (муниципальный район) в составе Ростовской области Российской Федерации.
Районный центр с 1923 по 1927 годы — станица Каменская, с 1927 по 1935 годы и с 1940 по 1989 годы — город Каменск-Шахтинский, с 1989 года — рабочий посёлок Глубокий.

## География
Каменский район расположен на северо-западе Ростовской области, в пойме среднего течения Северского Донца. Территория района — 2,57 тыс. км².
Недра района богаты полезными ископаемыми, имеются большие залежи каменного угля, строительного камня, глины песка, природного газа.
В некоторых местах добычи камня карьеры заполнились водой, образовав глубокие и чистые водоёмы..

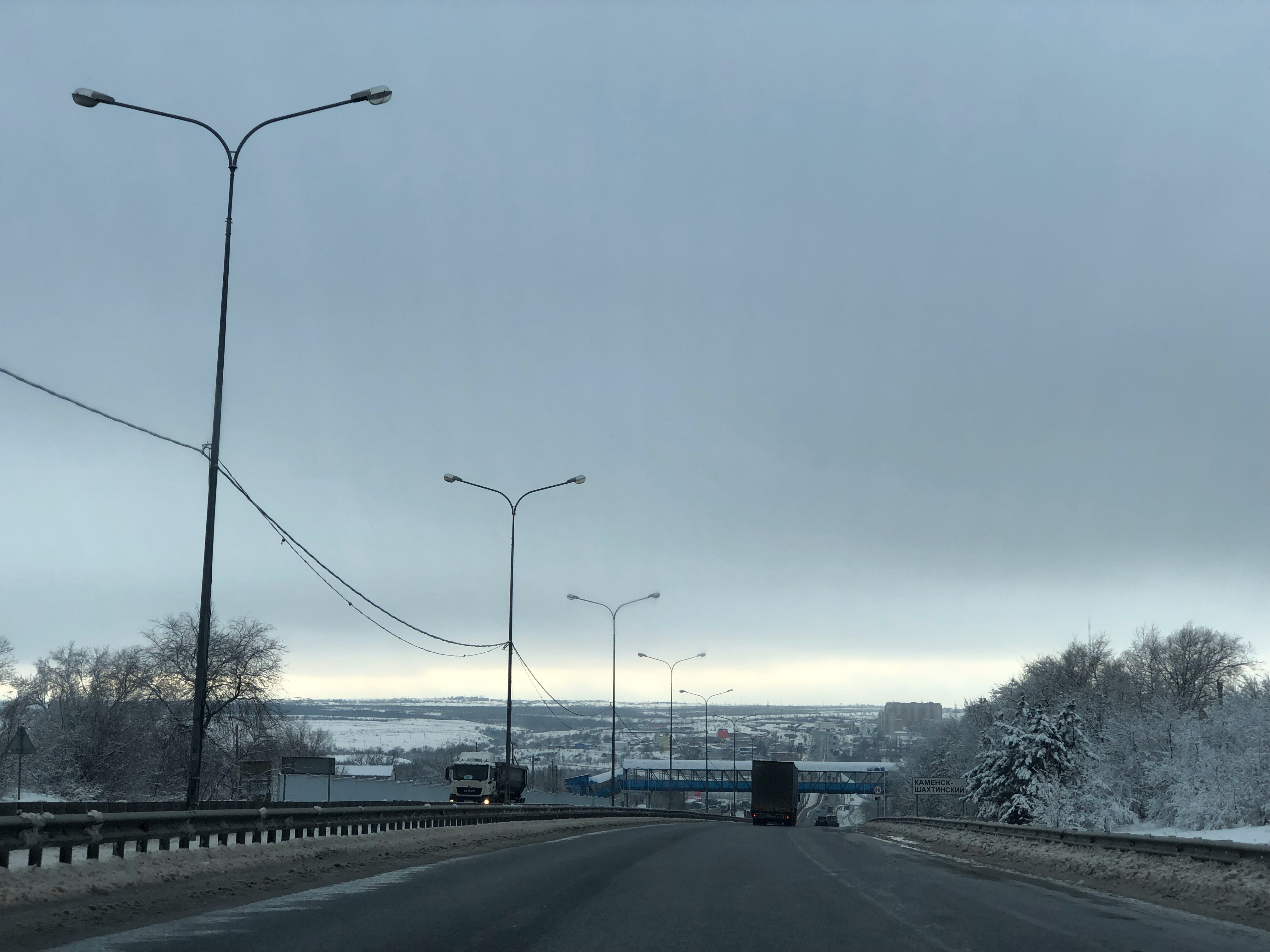
Автодорога М4
Один из заброшенных карьеров, заполненный водой

## История

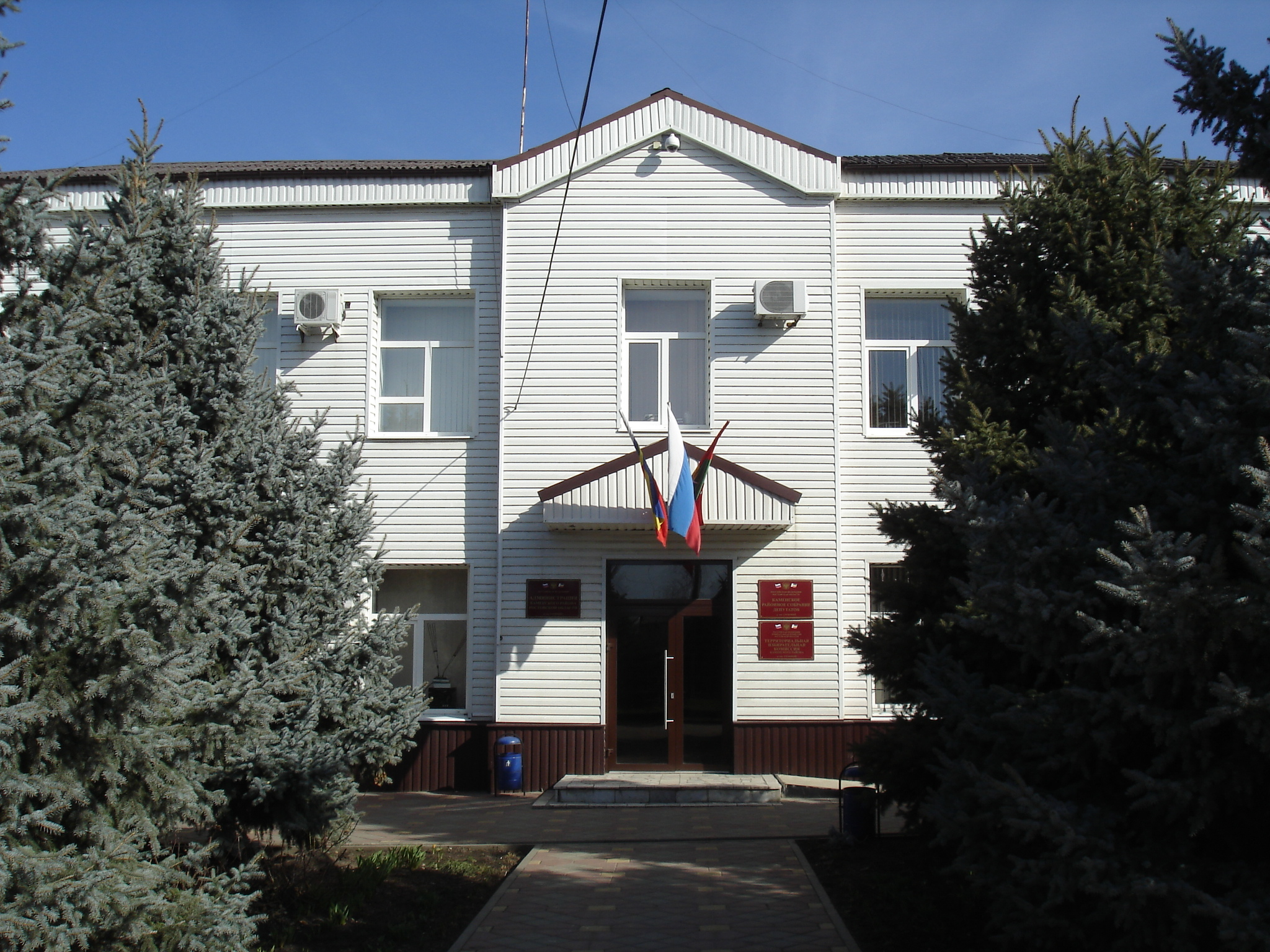
Здание районной администрации

Впервые район образовался в 1923 году (райцентр станица Каменская), входил в состав Шахтинского округа Донецкой губернии Украинской ССР, а в июне 1924 года возвращён в состав Юго-Восточной области РСФСР.
С 1927 года районный центр станица Каменская получила статус города и название Каменск. С 1929 года районный центр именовался город Каменск-Шахтинский.
21 октября 1935 года Каменский район был упразднён. В 1940 году образован вновь с центром в городе Каменске-Шахтинском.
С 6 января 1954 года по 19 ноября 1957 года Каменский район входил в состав Каменской области. С ноября 1957 года Каменский район вновь вошёл в состав Ростовской области.
1 февраля 1963 года Каменский район был укрупнён за счёт присоединения упразднённого Глубокинского района, а также части территории Зверевского и Белокалитвинского районов.
В 1965 году часть территории вошла во вновь образованный Белокалитвинский район.
В октябре 1989 года районный центр был перенесён из города Каменск-Шахтинского в рабочий посёлок Глубокий. Часть районных учреждений и организаций находятся по прежнему в городе Каменске-Шахтинском.

## Население
| 2002    | 2009    | 2010    | 2011    | 2012    | 2013    | 2014    | 2015    | 2016    |
| ------- | ------- | ------- | ------- | ------- | ------- | ------- | ------- | ------- |
| 51 757  | ↘47 223 | ↗47 696 | ↘47 521 | ↘46 686 | ↘45 836 | ↘44 839 | ↘43 937 | ↘43 026 |
| 2017    | 2018    | 2019    | 2020    | 2021    |         |         |         |         |
| ↘42 423 | ↘41 867 | ↘41 056 | ↘40 593 | ↗42 415 |         |         |         |         |

### Урбанизация
В городских условиях (рабочий посёлок Глубокий) проживают 19,49 % населения района.

### Национальный состав
По итогам переписи населения 2020 года проживали следующие национальности (национальности менее 0,1 % и другое см. в сноске к строке «Другие»):
| Национальность | Численность, чел. | Доля     |
| -------------- | ----------------- | -------- |
| Русские        | 39 044            | 95,19 %  |
| Армяне         | 273               | 0,67 %   |
| Цыгане         | 209               | 0,51 %   |
| Хемшилы        | 119               | 0,29 %   |
| Корейцы        | 118               | 0,29 %   |
| Украинцы       | 114               | 0,28 %   |
| Даргинцы       | 110               | 0,27 %   |
| Кумыки         | 83                | 0,20 %   |
| Чеченцы        | 83                | 0,20 %   |
| Курды          | 56                | 0,14 %   |
| Другие         | 807               | 1,96 %   |
| Итого          | 41 016            | 100,00 % |

## Муниципально-территориальное устройство
В Каменском районе 78 населённых пунктов в составе одного городского и 11 сельских поселений:
| №  | Городское и сельские поселения    | Админ. центр             | Количество населённых пунктов | Население | Площадь, км² |
| -- | --------------------------------- | ------------------------ | ----------------------------- | --------- | ------------ |
| 1  | Глубокинское городское поселение  | рабочий посёлок Глубокий | 4                             | ↗9054     | 172,00       |
| 2  | Астаховское сельское поселение    | хутор Берёзовый          | 5                             | ↘3130     | 146,00       |
| 3  | Богдановское сельское поселение   | хутор Богданов           | 16                            | ↘3745     | 268,86       |
| 4  | Волченское сельское поселение     | хутор Волченский         | 7                             | ↘1714     | 258,82       |
| 5  | Груциновское сельское поселение   | хутор Груцинов           | 7                             | ↘1182     | 394,00       |
| 6  | Гусевское сельское поселение      | хутор Гусев              | 6                             | ↘1205     | 244,40       |
| 7  | Калитвенское сельское поселение   | станица Калитвенская     | 4                             | ↗1030     | 132,67       |
| 8  | Красновское сельское поселение    | хутор Красновка          | 8                             | ↘4987     | 240,00       |
| 9  | Малокаменское сельское поселение  | хутор Малая Каменка      | 3                             | ↘1791     | 81,00        |
| 10 | Пиховкинское сельское поселение   | хутор Верхний Пиховкин   | 7                             | ↘2260     | 193,00       |
| 11 | Старостаничное сельское поселение | хутор Старая Станица     | 5                             | ↘9535     | 231,00       |
| 12 | Уляшкинское сельское поселение    | хутор Верхние Грачики    | 6                             | ↘736      | 210,32       |

| №  | Населённый пункт       | Тип                                     | Население | Муниципальное образование         |
| -- | ---------------------- | --------------------------------------- | --------- | --------------------------------- |
| 1  | Абрамовка              | хутор                                   | 790       | Старостаничное сельское поселение |
| 2  | Акатновка              | хутор                                   | 71        | Малокаменское сельское поселение  |
| 3  | Аникин                 | хутор                                   | 170       | Волченское сельское поселение     |
| 4  | Архиповка              | хутор                                   | 62        | Пиховкинское сельское поселение   |
| 5  | Астахов                | хутор                                   | 884       | Астаховское сельское поселение    |
| 6  | Белгородцев            | хутор                                   | 223       | Волченское сельское поселение     |
| 7  | Белый Колодезь         | хутор                                   | 0         | Груциновское сельское поселение   |
| 8  | Берёзка                | хутор                                   | 104       | Волченское сельское поселение     |
| 9  | Берёзовый              | хутор                                   | 614       | Астаховское сельское поселение    |
| 10 | Богданов               | хутор                                   | 676       | Богдановское сельское поселение   |
| 11 | Васильевский           | посёлок                                 | 460       | Богдановское сельское поселение   |
| 12 | Верхнеговейный         | хутор                                   | 63        | Богдановское сельское поселение   |
| 13 | Верхнеерохин           | хутор                                   | 151       | Гусевское сельское поселение      |
| 14 | Верхнекрасный          | хутор                                   | 263       | Красновское сельское поселение    |
| 15 | Верхнеясиновский       | хутор                                   | 346       | Богдановское сельское поселение   |
| 16 | Верхние Грачики        | хутор                                   | ↗384      | Уляшкинское сельское поселение    |
| 17 | Верхний Пиховкин       | хутор                                   | 887       | Пиховкинское сельское поселение   |
| 18 | Вишневецкий            | хутор                                   | 507       | Красновское сельское поселение    |
| 19 | Волченский             | хутор                                   | 1095      | Волченское сельское поселение     |
| 20 | Вязовка                | хутор                                   | 29        | Красновское сельское поселение    |
| 21 | Глубокий               | рабочий посёлок, административный центр | ↗8266     | Глубокинское городское поселение  |
| 22 | Груцинов               | хутор                                   | 360       | Груциновское сельское поселение   |
| 23 | Гусев                  | хутор                                   | 568       | Гусевское сельское поселение      |
| 24 | Данилов                | хутор                                   | 496       | Груциновское сельское поселение   |
| 25 | Диченский              | хутор                                   | 563       | Старостаничное сельское поселение |
| 26 | Дубовой                | хутор                                   | 18        | Старостаничное сельское поселение |
| 27 | Илюхин                 | хутор                                   | 69        | Гусевское сельское поселение      |
| 28 | Исаев                  | хутор                                   | 66        | Гусевское сельское поселение      |
| 29 | Калитвенская           | станица                                 | 1041      | Калитвенское сельское поселение   |
| 30 | Каменногорье           | посёлок                                 | 806       | Глубокинское городское поселение  |
| 31 | Караичев               | хутор                                   | ↗117      | Уляшкинское сельское поселение    |
| 32 | Кочетовка              | хутор                                   | ↗355      | Уляшкинское сельское поселение    |
| 33 | Красновка              | хутор                                   | ↘3941     | Красновское сельское поселение    |
| 34 | Красный Яр             | хутор                                   | 75        | Калитвенское сельское поселение   |
| 35 | Крутая Горка           | посёлок                                 | 65        | Глубокинское городское поселение  |
| 36 | Кудинов                | хутор                                   | 8         | Калитвенское сельское поселение   |
| 37 | Лавров                 | разъезд                                 | 23        | Богдановское сельское поселение   |
| 38 | Лесной                 | хутор                                   | 641       | Старостаничное сельское поселение |
| 39 | Липов                  | хутор                                   | 15        | Богдановское сельское поселение   |
| 40 | Лопуховатый            | хутор                                   | ↘5        | Уляшкинское сельское поселение    |
| 41 | Малая Каменка          | хутор                                   | 1866      | Малокаменское сельское поселение  |
| 42 | Масаловка              | хутор                                   | 1788      | Астаховское сельское поселение    |
| 43 | Михайловка             | хутор                                   | 473       | Красновское сельское поселение    |
| 44 | Молодёжный             | посёлок                                 | 294       | Астаховское сельское поселение    |
| 45 | Муравлёв               | хутор                                   | 81        | Калитвенское сельское поселение   |
| 46 | Нижнеговейный          | хутор                                   | 523       | Богдановское сельское поселение   |
| 47 | Нижнеерохин            | хутор                                   | 270       | Гусевское сельское поселение      |
| 48 | Нижнесазонов           | хутор                                   | 125       | Богдановское сельское поселение   |
| 49 | Нижнеясиновский        | хутор                                   | 204       | Богдановское сельское поселение   |
| 50 | Нижние Грачики         | хутор                                   | ↗64       | Уляшкинское сельское поселение    |
| 51 | Нижний Пиховкин        | хутор                                   | 561       | Пиховкинское сельское поселение   |
| 52 | Орешкин                | хутор                                   | 92        | Груциновское сельское поселение   |
| 53 | Первомайский           | хутор                                   | 183       | Груциновское сельское поселение   |
| 54 | Перебойный             | хутор                                   | 35        | Богдановское сельское поселение   |
| 55 | Плешаков               | хутор                                   | 74        | Волченское сельское поселение     |
| 56 | Плешаков               | хутор                                   | 353       | Гусевское сельское поселение      |
| 57 | Погорелово             | железнодорожная станция                 | 91        | Астаховское сельское поселение    |
| 58 | Поповка                | хутор                                   | 90        | Малокаменское сельское поселение  |
| 59 | Разъезд 201-й км       | посёлок                                 | 0         | Волченское сельское поселение     |
| 60 | Разъезд Северный Донец | посёлок                                 | 29        | Богдановское сельское поселение   |
| 61 | Репная                 | железнодорожная станция                 | 129       | Богдановское сельское поселение   |
| 62 | Самбуров               | хутор                                   | 453       | Груциновское сельское поселение   |
| 63 | Светлый                | хутор                                   | 361       | Волченское сельское поселение     |
| 64 | Сибилев                | хутор                                   | 196       | Пиховкинское сельское поселение   |
| 65 | Среднеговейный         | хутор                                   | 64        | Богдановское сельское поселение   |
| 66 | Старая Станица         | хутор                                   | 106       | Красновское сельское поселение    |
| 67 | Старая Станица         | хутор                                   | ↗8508     | Старостаничное сельское поселение |
| 68 | Таловатая Балка        | посёлок                                 | 105       | Глубокинское городское поселение  |
| 69 | Тишкин                 | хутор                                   | 78        | Пиховкинское сельское поселение   |
| 70 | Уляшкин                | хутор                                   | ↗105      | Уляшкинское сельское поселение    |
| 71 | Урывский               | хутор                                   | 802       | Пиховкинское сельское поселение   |
| 72 | Федорцев               | хутор                                   | 61        | Богдановское сельское поселение   |
| 73 | Филиппенков            | хутор                                   | 490       | Красновское сельское поселение    |
| 74 | Харьковка              | хутор                                   | 46        | Красновское сельское поселение    |
| 75 | Хоботок                | хутор                                   | 33        | Богдановское сельское поселение   |
| 76 | Чистоозерный           | посёлок                                 | 2193      | Богдановское сельское поселение   |
| 77 | Штоколов               | хутор                                   | 6         | Пиховкинское сельское поселение   |
| 78 | Юров                   | хутор                                   | 7         | Груциновское сельское поселение   |

Города Донецк и Каменск-Шахтинский образуют отдельные городские округа и в состав Каменского района не входят.

## Экономика
Основными направлениями в развитии экономики района является сельскохозяйственное производство. Зерновое и животноводческое производство в районе представлено 23 сельскохозяйственными предприятиями, из них 16 хозяйств являются прибыльными. В районе действует 289 фермерских хозяйств, которые имеют в основном растениеводческое направление.
Наряду с сельским хозяйством, перерабатывающей отраслью на базе местных материалов и источников действуют промышленные предприятия по добыче природного камня, производству силикатного кирпича, химических красителей.

## Достопримечательности

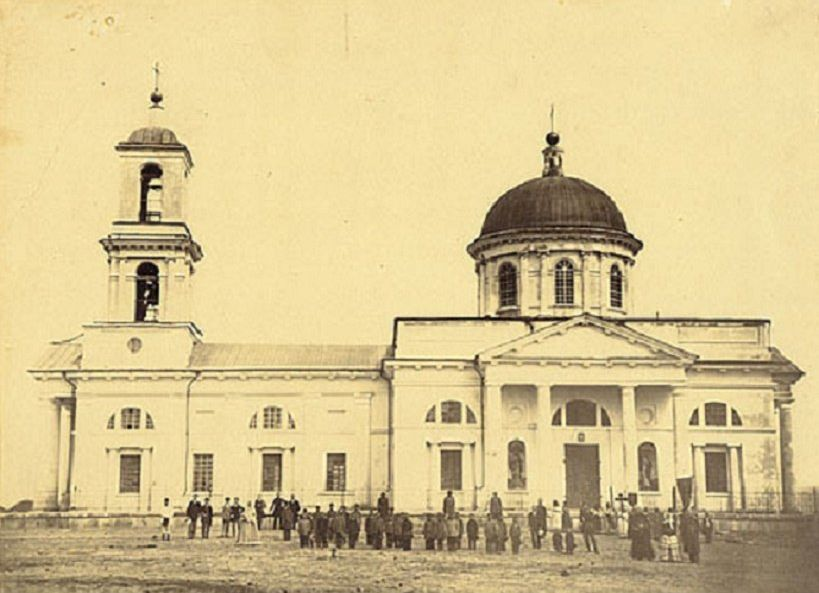
Церковь Успения Пресвятой Богородицы до революции

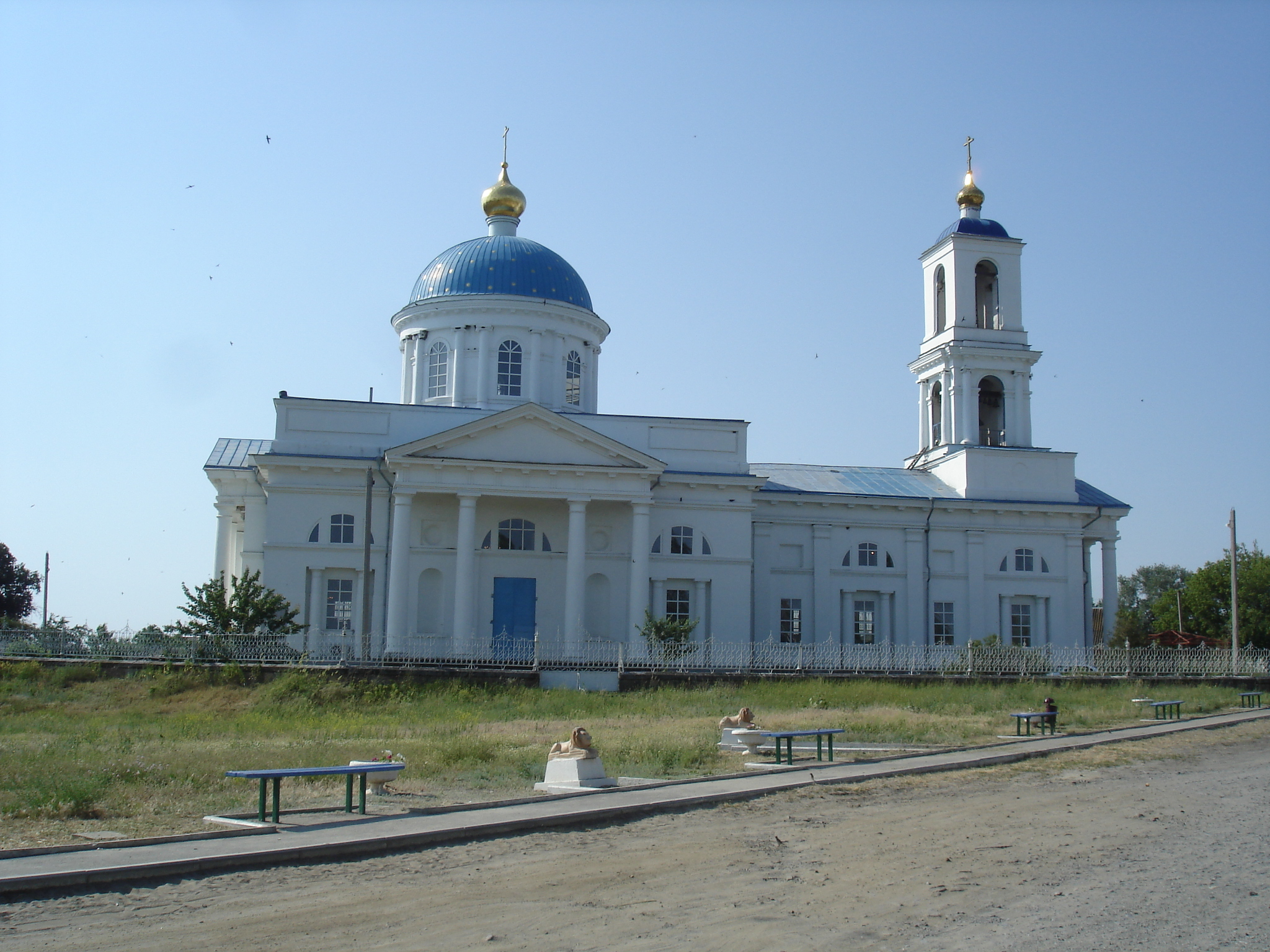
Церковь Успения Пресвятой Богородицы в настоящее время

- Мемориальные комплексы воинам-освободителям на братской могиле воинам, погибшим в годы Великой Отечественной войны. Мемориалы расположены в хуторах Богданов, Самбуров, Плешаков, в поселке Глубокий.
- Церковь Воздвижения Креста в хуторе Астаховка.
- Никольская церковь в станице Богдановская.
- Ансамбль казачьих куреней (II объекта) в станице Хоботок.
- Успенская церковь в станице Калитвенская.

Памятники природы в Каменском районе:
- Урочище «Хоботок» представляет собой пойменный лес с тополями, дубами, ивами. Выполняет водоохранную и почвозащитную функцию. Имеет природоохранное и водоохранное значение.
- Ольховые колки представляют собой колковый ольховый лес на песчаном массиве. Является одним из уникальных объектов биогеоценологических исследований.
- Меловые обнажения на реке Глубокая представляют собой меловой рельеф с округлыми склонами. Здесь растет редкая растительность, включая эндемиков, облигатных кальцефитов занесенных в Красные книги Российской Федерации и Ростовской области.
- Провальская степь представляет собой каменистые степи с выходами коренных пород и петрофильной растительностью. Здесь встречается 333 вида сосудистых растений 56 семейств. Из них 12 являются краснокнижными.
- Обнажения горных пород на расстоянии в 2 км. Обнажения представляют собой отложения карбона в полосе мелкой складчатости. До 25 метров в глубину можно видеть разные типы тектонических нарушений.

Памятники археологии Каменского района:
- Курган «Бамбетов-I».
- Курган «Верхнеговейный-I» в х. Верхнеговейный.
- Курганная группа «Дерюгин» в х. Федорцев.
- Курганная группа «Донеций-I» (8-курганов).
- Курганная группа «Донеций-I» (8-курганов).

Всего в районе к археологическим памятникам отнесено 462 курганов, селищ и поселений.

## Известные уроженцы
- Безмолитвенный, Михаил Александрович (1879—1973) — русский военный, генерал-майор. Участник Первой мировой войны и Гражданской войны на стороне Белого движения.
- Лесников, Андрей Егорович — машинист, приведший первый советский поезд в Берлин в 1945 году.
- Пармен (в миру Виктор Иванович Щипелев) — архиерей Русской православной церкви, епископ Чистопольский и Нижнекамский.
- Севостьянов, Григорий Николаевич — советский и российский историк, действительный член АН СССР, участник партизанского движения в Белоруссии в годы ВОВ.
- Удодов, Иван Васильевич — штангист, первый советский олимпийский чемпион (XV олимпийские игры, Хельсинки, 1952).
- Чернецов, Василий Михайлович — русский военачальник, участник Белого движения на Юге России.

## Фотогалерея

Памятники ВОВ
Монумент воинам, погибшим за высоту 133,3
Стела с именами героев
Стилизованный дот
Памятник погибшим лётчикам[23]